# 斯特林·坎貝爾
斯特林·坎貝爾（英語：Sterling Campbell，1964年5月3日—）是美國搖滾鼓手，曾與轟炸機合唱團、杜蘭杜蘭、靈魂收容所、辛蒂·羅波、古斯塔沃·賽拉提、大衛·鮑伊等合作。

## 早年經歷
1964年5月3日，斯特林·坎貝爾出生在美國紐約的非裔美國人家庭，其上有5個哥哥。在紐約成長期間，兄弟都喜歡放克、摩城唱片、搖滾等類型的音樂（包括史提夫·汪達、艾爾頓·強、齊柏林飛船等），坎貝爾從11歲開始學習打鼓。
當他14歲時，大衛·鮑伊伴奏樂團的鼓手丹尼斯·戴維斯搬進坎貝爾居住在紐約的公寓大樓。戴維斯邀請坎貝爾共同觀賞鮑伊在麥迪遜廣場花園的演唱會，啟發坎貝爾更加投入打鼓練習。
坎貝爾後來進入曼哈頓音樂與藝術高中（該校往後與菲奧雷洛·H·拉瓜迪亞音樂、藝術和表演藝術高中合併）就讀，並順利從該校畢業，但他認為其風格主要受家庭成長影響。之後他持續練習技巧和自己創作歌曲，並擔任錄音室樂手，參與龐克樂團演出。

## 表演活動
1986年，斯特林·坎貝爾跟隨參與辛蒂·羅波的真色彩巡回演唱会，因而獲得國際社會關注。在接下來10年，他參與數個不同音樂風格的著名龐克樂團和藝術家演出，經常出現在CBGB、麗思、薄荷廳等紐約著名的俱樂部內。1987年，坎貝爾加盟杜蘭杜蘭樂團，還參與轟炸機合唱團表演工作。
1991年，他第一次以錄音室樂手身分，參與靈魂收容所演出，並在隔年共同發行錄音室專輯《墳墓舞者聯盟》，這張專輯收錄的單曲《避世烈車》便獲得葛萊美獎。坎貝爾很快就替換掉靈魂收容所原來的鼓手格蘭特·楊，並在1995年至1998年這段期間，與靈魂收容所密切合作。
而從1991年開始，坎貝爾還參與大衛·鮑伊的錄製工作，並在1992年受邀加入鮑伊的樂團。兩人共同合作長達14年，直到2004年真實現場巡迴演唱會為止。坎貝爾還曾與大衛·拜恩、蒂娜·透娜、古斯塔沃·賽拉提等創作者合作。2007年起，他重新參與轟炸機合唱團的樂團巡迴演出和專輯錄製。

## 個人生活
斯特林·坎貝爾過去曾有酒癮、藥癮與菸癮，個性自大且性生活混亂。雖然他曾接觸各種療法，最後被法輪功團體的想法吸引。1999年開始，坎貝爾開始練習法輪功的冥想與氣功，並在鼓上印有法輪功標語。由於中華人民共和國政府反對法輪功學員練習，他曾在2002年前往北京市天安門廣場抗議鎮壓行動，據稱被拘留30小时及遭警方毆打。在這之後，他持續關注中華人民共和國的人權議題。他還曾向大衛·鮑伊要求在世界各地巡迴演出時得以宣傳法輪功，並在獲得後者同意後，於每次演出場地接待處派發宣傳法輪功的海報。

## 外部連結
- （英文） Sterling Campbell American musician （页面存档备份，存于）
- （英文） sterling campbell （页面存档备份，存于）
- （西班牙文） Sterling Campbell: El baterista de David Bowie se despide del genio de la música